# 梅茲 (加利福尼亞州)
梅茲（英語：Metz）是位於美國加利福尼亞州蒙特雷縣的一個非建制地區。該地的面積和人口皆未知。

## 地理
梅茲的座標為36°21′18″N 121°12′42″W / 36.35500°N 121.21167°W，而該地的平均海拔高度為72米（即236英尺）。